# Martin Hairer
Martin Hairer FRS (nascut el 14 de novembre de 1975) és un matemàtic austríac que treballa en el camp de l'anàlisi estocàstic, en particular en equacions estocàstiques en derivades parcials.
És professor de matemàtiques a la universitat de Warwick. Va rebre la Medalla Fields el 2014.